# Maria Laura Sales Pinheiro
Maria Laura Sales Pinheiro, ou simplesmente Maria Laura, (Jaguaribe, 20 de agosto de 1941) é uma assistente social, professora, socióloga e política brasileira com atuação no Distrito Federal.

## Dados biográficos
Filha de Ataliba Pinheiro e Eglantina Sales Pinheiro, graduada em Serviço Social pela Universidade Federal do Ceará em 1965 e tem pós-graduação em Sociologia pela Universidade Federal de Pernambuco. Em 1967, foi trabalhar na Secretaria de Saúde do Ceará e tornou-se professora da Universidade Federal do Ceará. Migrou para o Distrito Federal em 1976, participou da fundação da Associação dos Sociólogos de Brasília e presidiu o Sindicato dos Servidores Públicos Federais.

## Carreira política
Fundadora do PT no Distrito Federal em 1980, compôs a executiva do partido e fundou a Central Única dos Trabalhadores em 1983, integrando o seu diretório nacional. Professora da Universidade de Brasília, elegeu-se deputada federal em 1990 e votou pelo impeachment de Fernando Collor em 1992, sendo reeleita em 1994. Após obter uma suplência em 1998, exerceu o mandato no último mês da legislatura mediante convocação quando Agnelo Queiroz foi nomeado Ministro dos Esportes em 2003, pelo presidente Luiz Inácio Lula da Silva. Nomeada Secretária Adjunta de Políticas para as Mulheres em 2004, tentou regressar à política, mas sem sucesso.